# Jean-Jules Clamageran
Jean-Jules Clamageran, né le 29 mars 1827 à La Nouvelle-Orléans aux États-Unis et mort le 4 juin 1903 à Limours, est un docteur en droit, avocat et homme politique français.

## Biographie
Fils de Pierre Hippolyte Clamageran (1761-1848) et de Marie Aimée Montegut, il naît aux États-Unis où son père, négociant fortuné, s'est fixé quelque temps. Il est issu d'une vieille famille de huguenots du Sud-Ouest.
Dès 1830, il rentre en France avec son père. Il fait études classiques au lycée Henri-IV et ses études supérieures à la Faculté de droit de Paris. En 1851, il est reçu docteur à l’École de Droit. En 1861, il est l'un des fondateurs de l'Union protestante libérale, dont il est membre jusqu'à sa mort.
Républicain convaincu, Clamageran avait pris place au Palais dans le groupe des opposants, avec Charles Floquet, Jules Ferry, Anne-Charles Hérisson, Ferdinand Hérold, Amaury Dréo, Clément Laurier, Léon Gambetta. Il est impliqué dans le fameux procès des Treize en 1864. Avec Garnier-Pagès, Lazare Carnot, Trente-quatre républicains qui s’étaient réunis chez Garnier-Pagès peu avant l’élection de deux députés aux première et cinquième circonscriptions de Paris sont arrêtés pour réunion non autorisée et treize sont condamnés à 500 Francs d’amende,,.
De 1882 à 1903, il est sénateur inamovible de la Troisième République.
Il est ministre des Finances du 6 avril 1885 au 16 avril 1885 dans le Gouvernement Henri Brisson (1), mais malade, cède sa place à Sadi Carnot.

## Décorations
- Chevalier de la Légion d'honneur (1881)[6]

## Famille
- Pierre-Hippolyte Clamageran marié à Aimée Montegut
  - Jean-Jules Clamageran, marié à Adèle Hérold, fille de Ferdinand Hérold, sœur de Ferdinand Hérold.

## Publications (sélection, par ordre chronologique)
- Du louage d'industrie, du mandat et de la commission en droit romain, dans l'ancien droit français et dans le droit actuel, Auguste Durand éditeur, 1856 (lire en ligne)
- De l'État actuel du protestantisme en France, Paris, Joël Cherbuliez éditeur, 1857 (lire en ligne)
- Histoire de l'impôt en France, t. Première partie comprenant l'époque romaine, l'époque barbare et l'époque féodale, précédée d'un introduction sur la méthode historique appliquée à l'étude de l'impôt, Paris, Librairie de Guillaumin et Cie, 1867, 1868, Deuxième partie comprenant l'époque monarchique depuis l'établissement de la taille permanente (1439) jusqu'à la mort de Colbert (1683), 1876, Troisième partie comprenant l'époque monarchique depuis la mort de Colbert (1683) jusqu'à la mort de Louis XV (1774), compte-rendu par Arthur de Boislisle, « Histoire de l'impôt en France », Revue historique, t. 4,‎ 1877, p. 437-442 (lire en ligne)
- Matérialisme contemporain, Sandoz et Fischbacher, Paris, 1869
- Souvenirs du siège de Paris : cinq mois à l'Hotel de ville (septembre 1870-janvier 1871), Paris, Librairie de Guillaumin et Cie éditeurs, 1872 (lire en ligne)
- La France républicaine - études constitutionnelles, économiques et administratives, Paris, Librairie Germer Baillière, 1873 (lire en ligne)
- L'Algérie : impressions de voyages (17 mars-4 juin 1873) ; suivies d'une Étude sur les institutions kabyles et la colonisation, Paris, Librairie Germer Baillière, 1874 (lire en ligne)
- La réaction économique et la démocratie, Paris, Félix Alcan éditeur, 1891 (lire en ligne)
- La lutte contre le mal, Paris, Félix Alcan éditeur, 1897 (lire en ligne)
- Études politiques, économiques et financières  (préf. Marcelin Berthelot), Paris, Félix Alcan éditeur, 1904 (lire en ligne)